# Hermanos Green
Los hermanos Green, John (nacido el 24 de agosto de 1977) y Hank (nacido el 5 de mayo de 1980), son dos hermanos estadounidenses, empresarios, activistas sociales y vloggers de YouTube. Los dos trabajan ampliamente entre sí en sus vidas y carreras, después de haber comenzado su popularidad colaborativa con su proyecto "Brotherhood 2.0" en 2007. La cartera de trabajo en línea de los Green, que Hank describe como "una pequeña red de YouTube con aproximadamente 15 canales", incluye su canal principal " Vlogbrothers ", SciShow y The Lizzie Bennet Diaries, entre otros.
John ha pasado de ser una personalidad popular de YouTube al estrellato de Hollywood con su novela revolucionaria, The Fault in Our Stars, y su adaptación cinematográfica de 2014 . Aunque el posicionamiento de la novela en el n. ° 1 en la lista de Best Seller del New York Times, así como el éxito de taquilla de la película son razones para su ascenso a la fama, John sostiene que es mejor conocido por sus proyectos en línea, como Crash Course .
Hank también se dio a conocer individualmente, ya que creó "EcoGeek", un blog dedicado a los avances tecnológicos beneficiosos para el medio ambiente. El blog fue originalmente un proyecto de clase de Hank, mientras estudiaba en la Universidad de Montana, pero finalmente se convirtió en una publicación medioambiental importante, que atraería la atención de Time . Hank también ha ganado reconocimiento por cofundar el sello discográfico DFTBA Records con Alan Lastufka.
Sin embargo, a los dos hermanos se les atribuye la creación de lo que algunos han descrito como un imperio de "medios de YouTube" o "multimedia en línea". Este imperio, que incluye proyectos centrados en educación, juegos y curiosidades, entre otros, ha acumulado una base de fanes activa conocida como " Nerdfighteria ".

## Vlogbrothers

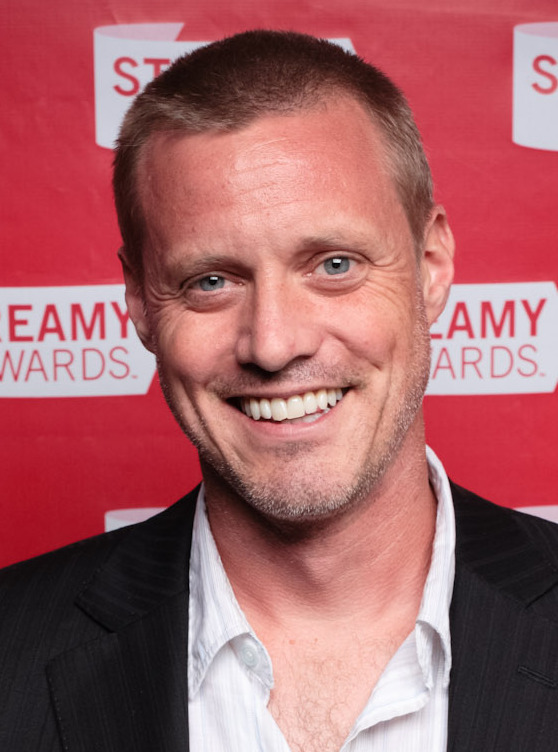
Ze Frank fue una gran inspiración de Brotherhood 2.0

El 1 de enero de 2007, después de estar fuertemente inspirados por el programa con zefrank, los Green lanzaron el canal "Vlogbrothers". Otra inspiración para el proyecto fue el canal de video blog, Lonelygirl15 . Originalmente, el proyecto estaba destinado a ser una forma de un año de profundizar el vínculo entre los hermanos, creando una nueva salida para comunicarse entre sí. Antes del video blog, Hank afirma que los dos "realmente nunca hablaron". El proyecto, titulado "Brotherhood 2.0", rápidamente hizo crecer una audiencia, lo que llevó al éxito de los Green en YouTube. En su seguimiento, Hank ha declarado: "Nunca estuvimos realmente gritando al vacío. Siempre había gente siguiéndonos. Incluso si solo se trataba de un par de docenas de personas, estaban realmente comprometidos ". The New Yorker ha descrito el canal Vlogbrothers como "el ancla de un imperio en línea".
Los temas de los videos en el canal varían ampliamente, ya que los Green hablan sobre lo que tengan en mente en ese momento. El primer video de Vlogbrothers de gran éxito, "Accio Deathly Hallows", subido el 18 de julio de 2007, fue una canción sobre Harry Potter y las Reliquias de la Muerte . El video apareció en la página principal de YouTube, obtuvo más de 1 millón de visitas, ahora tiene casi 2 millones de visitas y presentó a los hermanos al fandom de Harry Potter . A finales de 2007, el canal obtuvo 40,000 suscriptores. Otro video, en el que John anuncia su apoyo a su amigo, matemático y político, Daniel Biss, fue cubierto por The Wall Street Journal .
El proyecto Brotherhood 2.0 finalizaría el 31 de diciembre de 2007, pero los Green anunciaron en su vlog final Brotherhood 2.0 que continuarían creando videos. El canal y su base de fanes crecerían más allá de Brotherhood 2.0 y, finalmente, en 2013, alcanzaron el umbral de 1 millón de suscriptores. Los hermanos continuaron trabajando en el blog, y Hank declaró: "Estoy tan feliz de que podamos seguir haciendo vlogbrothers y que la gente todavía se preocupe por los vlogbrothers", y agregó, "eso es lo que hago". Todo lo demás es solo una extensión de esa cosa ".

## Proyecto para Awesome (P4A) y VidCon

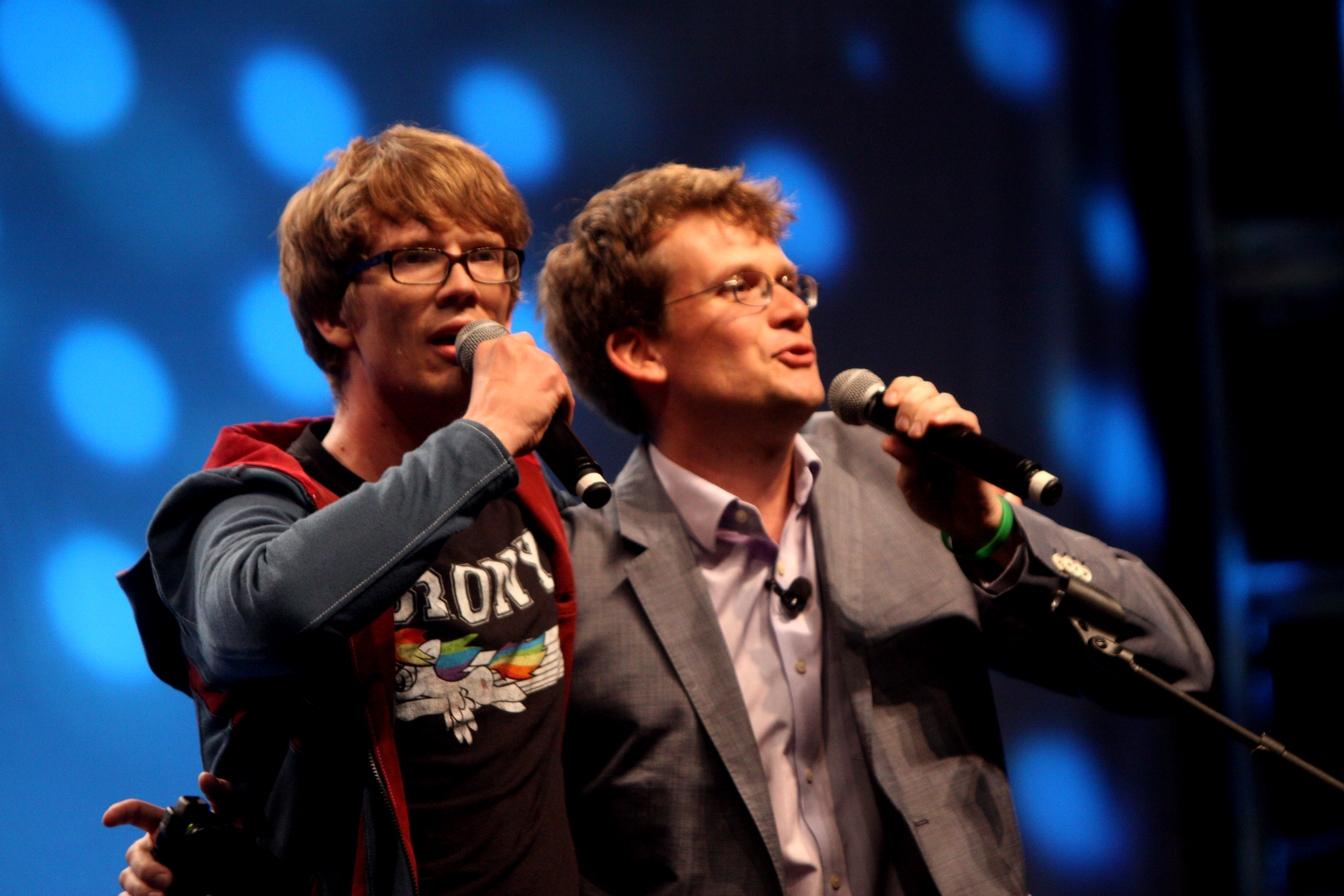
John y Hank en VidCon 2012

En diciembre de 2007, los dos lanzaron Project for Awesome, un movimiento caritativo impulsado por la comunidad de YouTube. Legalmente, Project for Awesome es un proyecto de la organización caritativa Greens 'Montana, la Fundación para Disminuir World Suck, Inc. El evento más reciente ocurrió en 2018. El evento de 2014 recaudó más de $ 1 millón, y puede haber sido responsable del colapso en todo el sitio sitio de IndieGoGo que ocurrió justo cuando rompieron el umbral del millón de dólares. El proyecto ha donado a una variedad de organizaciones de caridad. Durante el primer año del proyecto, Hank Green declaró: "Hubo más de 400 videos publicados, pero varias personas se centraron en organizaciones humanitarias en Darfur, UNICEF, Autism Speaks, The Humane Society, Toys for Tots, World Wildlife Fund, estoy orgulloso decir que es una lista muy larga ".
En 2010, VidCon fue lanzado por los hermanos. Desde su lanzamiento, VidCon ha aumentado anualmente su asistencia para convertirse en la mayor reunión en persona de creadores, espectadores y representantes de videos en línea. Sobre el propósito de VidCon, Hank Green declaró: "Incluso cuando VidCon tenía solo 1,000 personas en un hotel, nuestro objetivo era que la conferencia reflejara el crecimiento y la cultura de la industria del video en línea", y luego agregó: "El crecimiento exponencial de VidCon en los últimos cuatro años es indicativo del impacto del video en línea en la industria del entretenimiento y en nuestra vida cotidiana ". Un Nerdfighter ha descrito su experiencia en VidCon y afirma que "es solo una conferencia de tres días con todos los nerdfighters y YouTubers". Es una comunidad increíble, y el primer año, que fue en 2010. . . Fui y fue la cosa más abrumadora que he experimentado, e hice muchos amigos con los que todavía soy amigo ".

## Registros de DFTBA

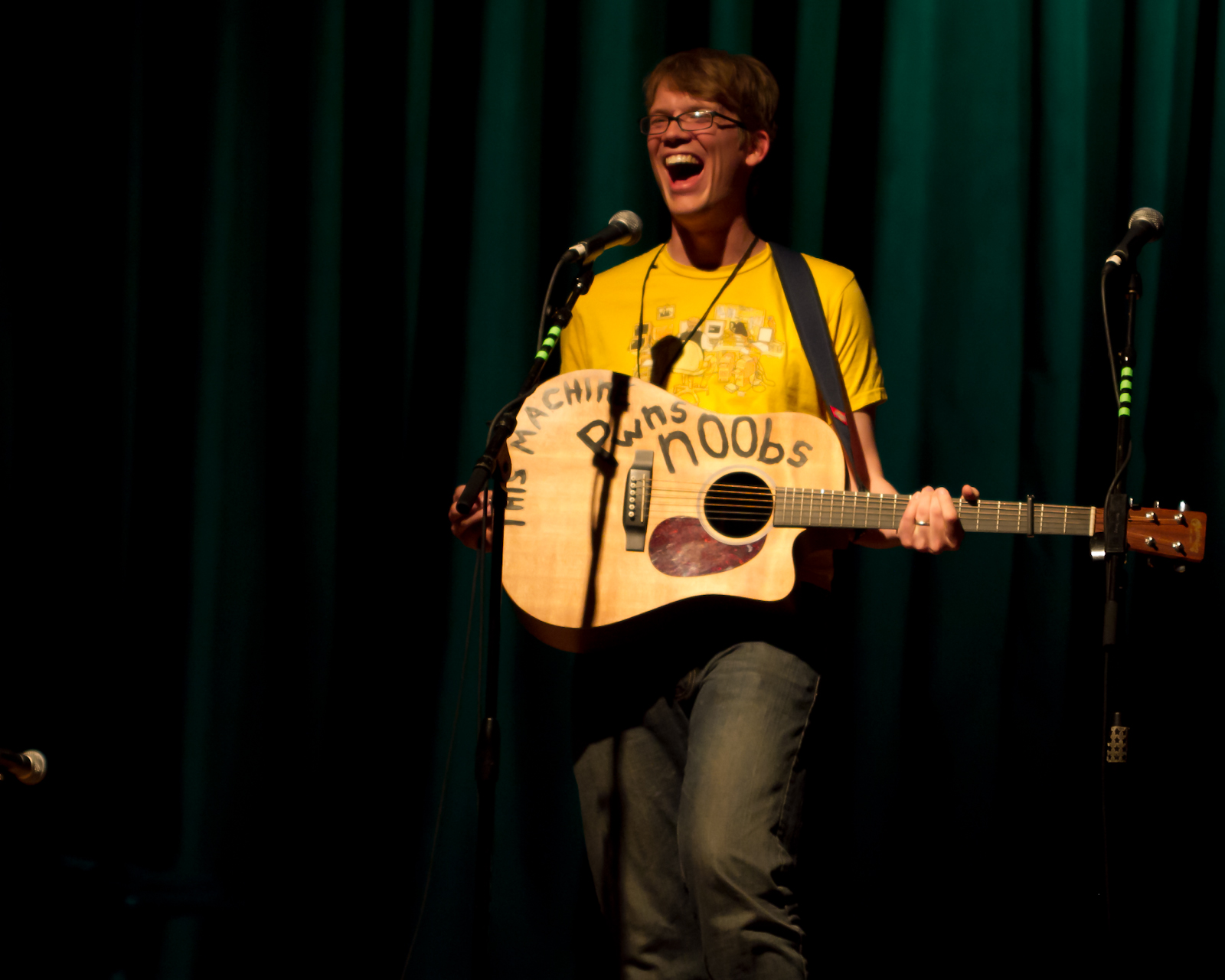
Hank Green actuando en w00tstock

En 2008, Hank Green y su compañero músico, Alan Lastufka, fundaron DFTBA Records. La distribución de mercancías es en gran medida independiente. En 2009, el sello discográfico llamó la atención de YouTube, que elogió al sello en su blog oficial. DFTBA Records lanzó una serie llamada The Warehouse en su canal de YouTube, donde documenta nuevos productos y anuncia eventos. La mercancía de DFTBA Records amplía la música del pasado e incluye productos como camisetas y carteles.
En marzo de 2014, varios artistas y creadores firmados bajo DFTBA Records estaban en el centro de los controvertidos casos de abuso sexual . Estos artistas fueron eliminados de la etiqueta, y Hank y John respondieron a estas circunstancias, y comenzaron a trabajar con un grupo de Nerdfighters, incluidos "sobrevivientes de abuso sexual", para comenzar un "grupo de trabajo contra el abuso y la agresión". Además, Hank publicó un video en el canal VlogBrothers, y en él, habló sobre el abuso sexual, el consentimiento sexual, así como la cultura que rodea las actividades sexuales.
En junio de 2014, Lastufka anunció que estaría vendiendo toda su participación en DFTBA Records y renunciando como presidente del sello, para perseguir otros proyectos. Durante una entrevista, Lastufka declaró "En los últimos años trabajé cada vez menos en las grandes ideas o diseños de productos, a medida que mi posición se transformaba en acuerdos de intermediación con tiendas físicas y reuniones con desarrolladores de carros", y agregó "Conseguiría un poco celoso cuando las tareas de arte que una vez me fueron asignadas por defecto fueron contratadas porque simplemente no tenía tiempo ".

## Canales educativos
Los hermanos Green han estado constantemente buscando educar a sus televidentes sobre diversos temas. Desde finales de 2011 y principios de 2012, los dos han estado lanzando y trabajando en varios canales educativos. Entre estos canales se incluyen Crash Course, SciShow (incluyendo sus spin-offs de Space y Psych ), The Brain Scoop (desde que se separó), Sexplanations, How to Adult y Mental Floss . En una entrevista con The Washington Post, John Green declaró: "Creo que las personas apoyan Crash Course y SciShow porque quieren que Crash Course y SciShow existan y creen en nuestra misión de crear contenido educativo gratis, para todos, para siempre. "  Los hermanos han sido descritos como "una de las principales voces en la vibrante comunidad educativa de YouTube". Estos canales se operan bajo el nombre de la empresa Complexly .
Curso intensivo y SciShow
SciShow es una serie de videos relacionados con la ciencia en YouTube alojados por Hank y Michael Aranda. SciShow, como Crash Course, se lanzó como un canal original. Varios campos científicos están cubiertos por SciShow . Entre estos se encuentran la química orgánica y termodinámica, física, geología, climatología, astronomía y astrofísica, biología evolutiva, psicología y varios campos diversos. Los temas en los videos subidos a SciShow variaron; por ejemplo, un video detalla los orígenes de "lindo". SciShow consiguió un acuerdo de campaña publicitaria nacional con YouTube, en 2014. Como resultado, el canal se promocionó a través de varias plataformas, incluidos anuncios publicitarios, así como un comercial de televisión presentado durante el estreno de la quinta temporada de The Walking Dead . Un spin-off titulado, SciShow Space, lanzado en 2014, dedicándose a noticias relacionadas con el espacio, descubrimientos y ciencia relacionada con el espacio. Hank Green también es el anfitrión del canal, aunque se le unen los coanfitriones Reid Reimers y Caitlin Hofmeister.
Otros canales educativos

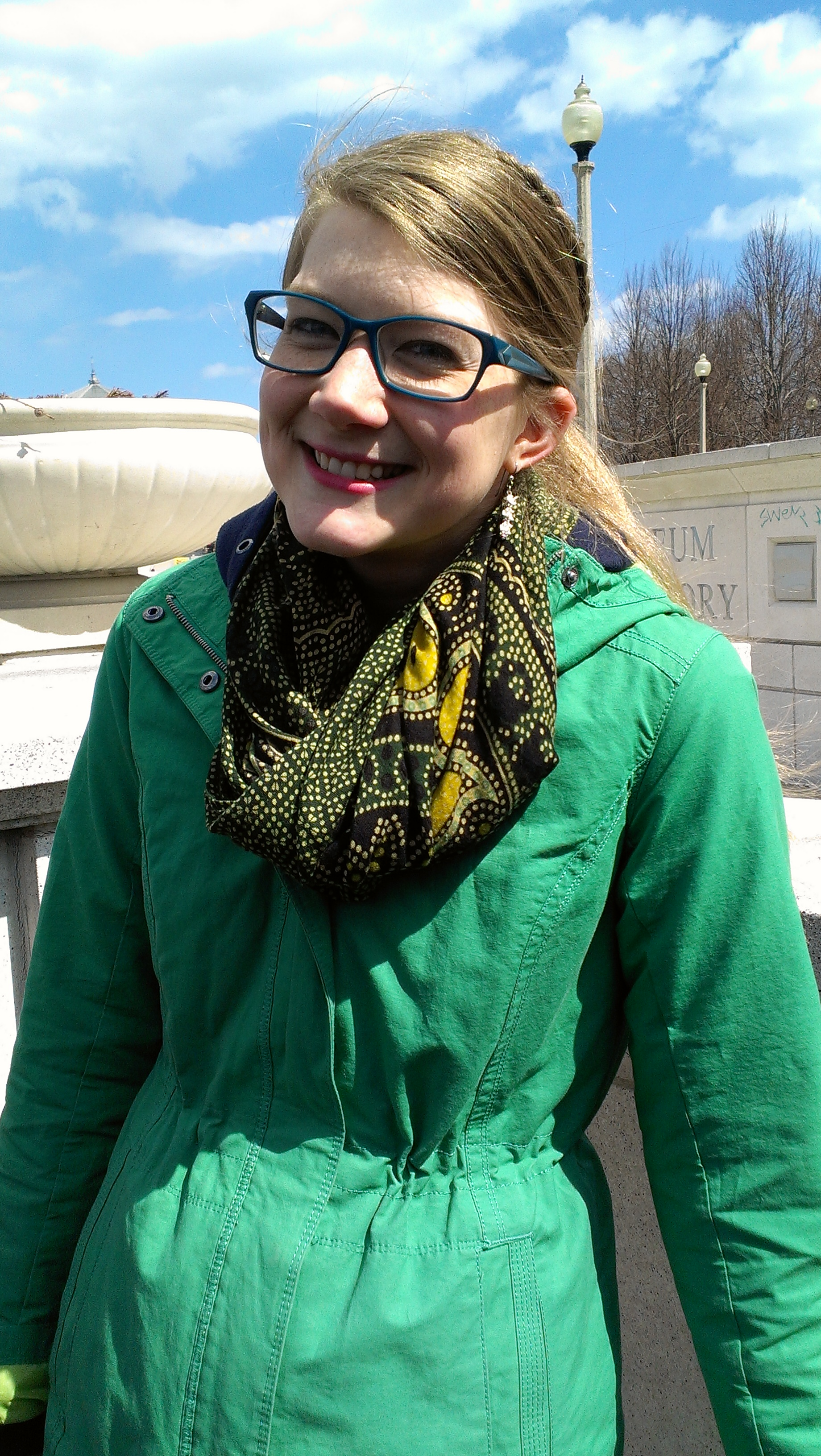
Emily Graslie, presentadora de The Brain Scoop

Además, Hank Green ayudó a Emily Graslie a lanzar The Brain Scoop, a principios de 2013. El canal se enfoca en taxidermia, biología e historia natural. Antes del lanzamiento del canal, Hank Green presentó a Graslie dando un recorrido por el Museo Zoológico Philip L. Wright de la Universidad de Montana en uno de sus videos de Vlogbrothers. Los fanáticos de Green respondieron positivamente al video, sugiriendo que Graslie presentara su propio canal, lo que llevó a Green a enviarle un correo electrónico a Graslie con una oferta para ayudarla en el lanzamiento de este canal. Green luego anunció que el canal se lanzaría en enero de 2013, lo que ayudaría a alcanzar 20,000 suscriptores antes de su primera carga. El canal subiría videos de Montana, hasta que Graslie se empleara en el Field Museum of Natural History de Chicago. En diciembre de 2014, los hermanos vendieron el canal, por una cantidad no revelada, al museo con sede en Chicago. Con respecto a esta transacción, Hank declaró: "Ayudamos a crear The Brain Scoop con Emily y Michael Aranda de nuestro estudio porque ella era tan apasionada y entusiasta por la ciencia, la historia y su trabajo. Estoy muy orgulloso y complacido de que The Brain Scoop y Emily hayan encontrado cuál es absolutamente su mejor hogar posible ".
En febrero de 2013 se lanzó otro canal educativo, Mental Floss, basado en una revista del mismo nombre . John presentaría la primera serie del canal, The List Show . Antes de convertirse en novelista publicado, Green escribió para la revista y asistió a Indian Springs School con el primer editor de la revista, Neely Harris. El éxito del canal ha sido descrito como "algo atípico en la industria de las revistas" por The New York Times, ya que los videos en el canal han superado a los videos en otros canales lanzados por compañías de revistas, como Wired y Vogue . El canal luego se agregó a su biblioteca de videos, lanzando The Big Question y Misconceptions organizados por Craig Benzine y Elliott Morgan, respectivamente. El periódico Entertainment Monthly de Emerson College incluía Mental Floss, así como el Crash Course antes mencionado como los cinco principales canales educativos de YouTube.
Hank Green también es el productor ejecutivo de Sexplanations, un canal dedicado a la conversación abierta e honesta e información sobre temas relacionados con el sexo organizada por la sexóloga clínica Dra. Lindsay Doe. Fue lanzado en junio de 2013.
En febrero de 2014, Hank y John Green anunciaron un nuevo canal, How to Adult . El canal está "dedicado a enseñar todo lo que necesita saber cómo hacer como adulto que la escuela nunca llegó a hacer". El canal está dirigido a jóvenes que han ingresado recientemente a la edad adulta . El canal está alojado por la vlogger Emma Mills (conocida como "Elmify" en YouTube) y el novelista de Young Adult T. Michael Martin . Los Green sirven como productores ejecutivos del canal.

## Otros proyectos web
Además de los proyectos antes mencionados, los Green también crearon un subproyecto de Vlogbrothers llamado Truth or Fail, un programa de juegos interactivo en YouTube. El juego es a menudo temático y consta de cinco rondas de dos afirmaciones cada una, relacionadas con el tema, con una afirmación verdadera y otra falsa.
Hank también lanzó un canal de juegos, Hankgames. Presentaba a Hank, su esposa Katherine, John y ocasionalmente Charlie McDonnell y Michael Aranda jugando videojuegos como Minecraft, New Super Mario Bros. Wii y FIFA 11 . Eventualmente, los videos del canal fueron subidos predominantemente por John hasta un punto donde Hank decidió crear otro canal de juegos, llamado "Games With Hank", en 2014. Sin embargo, el canal "Hankgames" todavía está siendo utilizado por John, ya que continúa cargando comentarios sobre su juego de FIFA . La devoción de John por la serie de videojuegos y el fútbol inglés ha llevado a Nerdfighteria a ser patrocinador oficial del verdadero club de fútbol, AFC Wimbledon . Esto se puede lograr a través de la ganancia monetaria de los anuncios en los videos del canal.
Más exitosamente, los Green Brothers han ayudado a lanzar adaptaciones modernizadas de novelas clásicas. La compañía de producción detrás de estos es Pemberley Digital, que según la página de usuario Reddit de Hank Green, ayudó a cocrear.
La primera de estas adaptaciones fue The Lizzie Bennet Diaries en YouTube a principios de 2012. The Lizzie Bennet Diaries fue una adaptación de la serie web de la novela de Jane Austen, Orgullo y prejuicio . En 2013, The Lizzie Bennet Diaries ganó un premio Emmy por el programa interactivo original. Tras la conclusión de la serie, Emma Approved, una adaptación de la serie web de Emma, otra novela de Austen, se lanzó en octubre de 2013. En 2014, Pemberley Digital lanzó Frankenstein, MD, una adaptación de la novela de Mary Shelley, Frankenstein, en colaboración con PBS Digital Studios .
En 2014, The Art Assignment fue lanzada por PBS Digital Studios, con la esposa de John, Sarah. John sirve como productor ejecutivo de la serie.
Subbable
El 26 de julio de 2013, Hank Green hizo un video anunciando la introducción de Subbable, un sistema de micromecenazgo para soportar varias series web (orientadas tanto al entretenimiento como a la educación). Los usuarios se suscriben a los creadores y deciden cuánto quieren pagar para recibir su contenido de forma recurrente o con una donación única. El dinero que los usuarios gastan para apoyar varios proyectos se destina a un "banco de beneficios" y se puede canjear por beneficios determinados por el creador, como carteles firmados o notas en videos. El dinero que los usuarios donan va de forma inmediata y directa a cada creador, menos el 5% de los ingresos que se destinan a Subbable para pagar los gastos generales y los costos del servidor y aproximadamente el 5% que se destina a Amazon para procesar los pagos. Subbable se creó originalmente como un sistema de micromecenazgo para continuar la producción de CrashCourse al finalizar la subvención de 2 años de Google que financió el proyecto. Además, Subbable presenta una opción de suscripción de $ 0, que ofrece al suscriptor acceso a correos electrónicos especiales, videos detrás de escena y shows en vivo.
Hank, quien ha sido descrito como "idealista" por la idea, explicó que las donaciones a proyectos en Subbable son voluntarias y declaró en su video: "Estamos pidiendo, y esto es extraño, que pagues por el contenido porque quieres, no porque estés obligado a hacerlo. Este es un cambio cultural extraño ". John enfatizó el punto de la naturaleza voluntaria del sistema de micromecenazgo: "Si eres auténtico con tu comunidad y no te enfocas en los anuncios, tu audiencia te apoyará".
En marzo de 2015, fue adquirida por Subbable Patreon . Como parte del acuerdo con Patreon, los 24 creadores de contenido firmados con Subbable se cambiaron a Patreon, y John se unió a Patreon como asesor. Antes del acuerdo, Hank ya estaba en el equipo de Patreon como asesor.
Queridos Hank y John
En junio de 2015, los hermanos comenzaron un podcast semanal titulado Dear Hank & John . Tomando un tono principalmente humorístico, cada podcast se abre con John leyendo un poema que seleccionó para la semana antes de que los hermanos leyeran una serie de preguntas enviadas por los oyentes y ofreciendo sus consejos. El podcast ahora comienza con una "broma de papá" de Hank y algo que John habría tuiteado durante la semana (actualmente está tomando un año de distancia de las redes sociales). El podcast se cierra con un segmento de noticias con dos temas estándar: Marte, presentado por Hank, y AFC Wimbledon, presentado por John. En varias ocasiones, uno de los hermanos estuvo ausente de varios episodios (por ejemplo, durante las giras publicitarias de Paper Towns, Turtles All The Way Down y An Absolutely Remarkable Thing ); varios amigos y familiares de los hermanos completaron en esas ocasiones.

## Comunidad

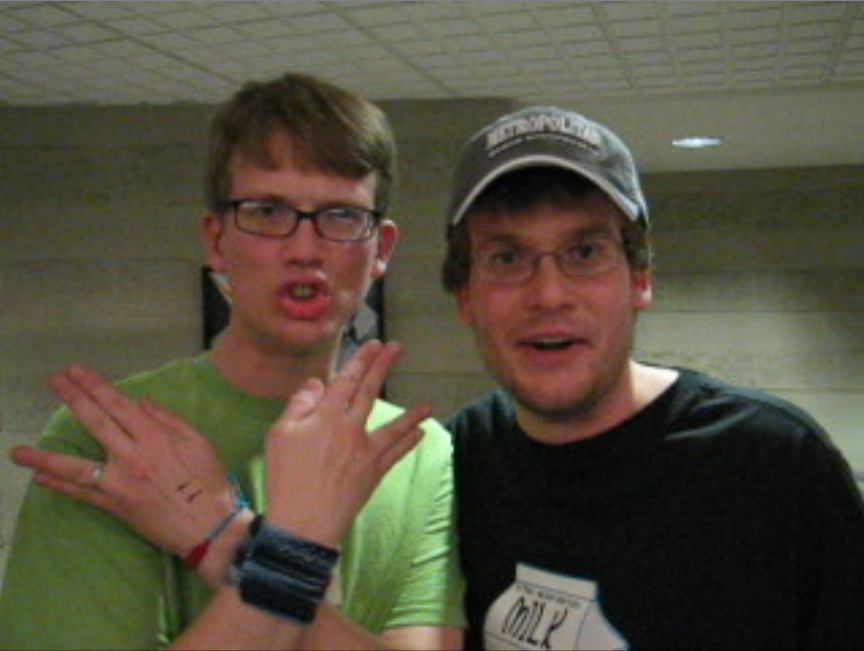
Hank (izquierda) realizando el letrero de mano Nerdfighter en 2008.

Los videos de los hermanos Green han podido conectarse con sus espectadores, a los que se hace referencia individualmente como "Nerdfighters", y colectivamente como "Nerdfighteria". Actividades, eventos, y símbolos y terminología de la comunidad han sido notados por varios medios de comunicación. Los Nerdfighters han adoptado el inicialismo "DFTBA", que significa No se olvide de ser increíble, como su eslogan. La comunidad también ha desarrollado una señal de mano, que es similar al saludo Vulcano visto en Star Trek . Hank describe a la comunidad como "personas que son pro-nerd: luchan por la cultura nerd, para celebrar el intelectualismo, para encontrar y construir espacios en Internet que se dediquen al compromiso y la conversación significativa en lugar de la distracción y las conversaciones con cámara de eco".
Los Greens y los Nerdfighters colaboran en varios esfuerzos caritativos, a los que la base de fanes se refiere como "decrecientes" o "peleadores del mundo". Los eventos de caridad llevados a cabo por Nerdfighters incluyen el proyecto antes mencionado para Awesome, así como préstamos de fondos a través de Kiva.org, a empresarios en países en desarrollo. Además, una fundación de caridad, This Star Won't Go Out (TSWGO), fue fundada por Wayne y Lori Earl, los padres de Esther Earl .
Esther era un miembro activo de Nerdfighteria, así como un grupo asociado, la Alianza Harry Potter (HPA), que murió de cáncer de tiroides en 2010. Earl es un influyente Nerdfighter, que comenzó la celebración del Día de Esther, que fue descrito por el fundador de HPA Andrew Slack, como "la primera fiesta sin equipaje sobre el amor y la gratitud". Otra miembro de la comunidad, Rosianna Halse Rojas, a quien The New Yorker describe como una "pionera nerdfighter", tiene la posición de ser la asistente personal de John. Sin embargo, John la describe como más que una AP, citando que "ella hace muchas cosas, desde la gestión de proyectos hasta ayudar a dar forma a la dirección estratégica de nuestros proyectos educativos y de caridad". Daniel Biss, que se desempeña como miembro del noveno distrito del Senado de Illinois, ha sido referido por John como "el matemático residente de Brotherhood 2.0" y también es miembro de la comunidad. Además, Biss diseñó las fórmulas matemáticas para la novela de John, An Abundance of Katherines . Las celebridades, incluido el actor británico Benedict Cumberbatch, y el rapero estadounidense Lupe Fiasco, que ha comparado Crash Course con el crack, también han sido documentados como Nerdfighters.

## Personalidad y opiniones

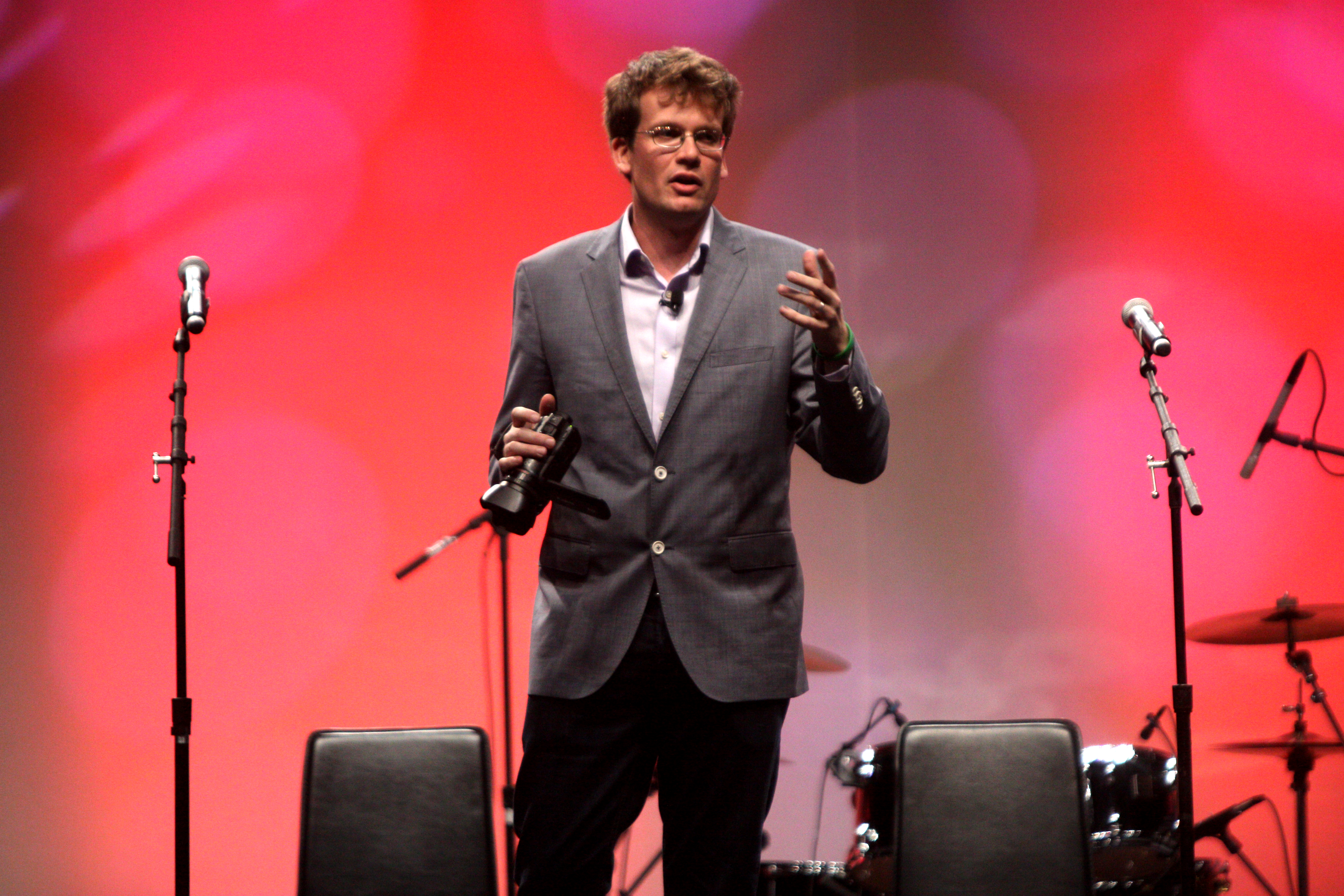
John Green en 2012

Los hermanos Green han discutido varios temas educativos, políticos, filosóficos y morales en sus videos. Hablando sobre qué temas le gustaría enseñar en el canal Crash Course, John declaró: "Estoy muy interesado en la economía y las finanzas personales (a veces publico en r / personalfinance ) y literatura y filosofía y antropología y la lista continúa y en."  Hank y John han sido referidos como filósofos. Además, los Greens han sido descritos como "carismáticos, reales, encantadoramente nerd e incuestionablemente talentosos", así como también "divertidos, perspicaces, inclusivos, no significan algo graciosos" por The Wire, un sitio hermano de The Atlantic . En su juventud, los padres de los Greens alentaron a los hermanos a discutir grandes temas en la mesa, y John a menudo discutía sobre filosofía y ética.
Los hermanos aceptan sus errores, a menudo los discuten en sus videos y publicaciones en línea. Hank ha admitido estar equivocado en ciertos temas, como con su falta de ortografía y pronunciación incorrecta de la palabra diptongo . En un mensaje dirigido a la comunidad Nerdfighter, Hank explicó su aceptación de sus errores y declaró: "La vergüenza realmente no se trata de estar equivocado, se trata de sentirme mal, y es difícil para mí sentirme mal aquí, porque ustedes son agradables, "y luego agrega" Estar equivocado es parte de lo que es ser una persona ".
John también ha sido grabado disculpándose por un error. Con respecto a una escena en la adaptación cinematográfica de The Fault in Our Stars, en la que el personaje Hazel Grace inicia un beso, John declaró: "Solo quiero señalar una cosa aquí: cuándo fue la última vez que la niña besó al niño en un romance adolescente? ¿Siempre? ¿Ha sucedido alguna vez? En serio, creo que podría no haber sucedido nunca ". Después de una reacción violenta, Green escribió: "En mi exuberancia para la película, dije algo que era completamente incorrecto y ofensivo, y aprecio que me hayan llamado, y lo siento".
Video en línea
Tanto John como Hank han expresado su gusto por el video en línea como plataforma y cultura. Sus carreras están fuertemente invertidas en videos en línea, y en 2010, fundaron la mencionada VidCon. Hank y John fundaron el evento, creyendo que alguien más lo haría eventualmente, y que el video blogging se estaba convirtiendo en una industria. Se ha documentado que Hank está activo en el campo del micromecenazgo, y establecería Subbable, permitiendo a los creadores de contenido en línea tener una fuente de financiación alternativa además de la publicidad en video.
En un discurso de 2015 hablado con ejecutivos de publicidad en el evento Brandcast de YouTube, John declaró: "Yo y los creadores más apasionados en YouTube ... no estamos en el negocio de la distracción. Estamos en el negocio de la comunidad, y la cantidad de globos oculares es una métrica terrible para mi negocio ". John elaboró su valoración del compromiso y la conexión sobre los números de visualización sin procesar y declaró: "No me importa cuántas personas miran o leen algo que hago. Me importa cuántas personas aman lo que hago ".
Religion
Los hermanos Green han discutido la religión en sus videos. Sin embargo, en un video, John afirma que la religión es un "tema que hemos sido reacios a discutir a lo largo de los años, principalmente porque la calidad del discurso sobre la religión en Internet es atroz".
En su sitio web, John escribe que es cristiano, presentando una publicación de blog con: "No hablo muy a menudo, pero soy una persona religiosa. De hecho, antes de convertirme en escritor, quería ser ministro. Hay una cierta rama del cristianismo que ha secuestrado la palabra "cristiano" de manera tan efectiva que a veces me siento incómodo de usarla para describirme. Pero yo soy cristiano ". Green también ha declarado, en una entrevista, que pertenece a la rama episcopal de la religión. Al mismo tiempo, John no está de acuerdo con la noción de que el creacionismo debería ser devuelto a los planes de estudio educativos de las escuelas, afirmando: "Lo que la ciencia nos ha enseñado no invalida la fe religiosa, y a aquellos cristianos evangélicos que creen lo contrario, diría respetuosamente que estás poniendo demasiada fe en el poder de la ciencia ". Green agrega: "La ciencia ha dado mucho a la experiencia de ser una criatura en este planeta. Pero no hace que nuestra vida espiritual irrelevante ". Además, John ha declarado: "En última instancia, hay musulmanes con los que tengo más en común teológicamente que muchos de mis compañeros cristianos". Al principio de su carrera en YouTube, John hizo bromas sobre el creacionismo de Young Earth, lo que ofendió a algunos espectadores. Aunque mantuvo sus creencias sobre la evolución, también se disculpó por sus comentarios y declaró: "Es un privilegio tener una plataforma para hablar sobre las cosas que le interesan, pero es un privilegio irrevocable. Trato de tomarlo en serio ", agregando," Está mal hacer que las personas se sientan diferentes y separadas ".
Hank también se ha mostrado reacio a hablar de su religión. En 2011, respondió a su renuencia a responder preguntas sobre su religión, afirmando: "La gente pregunta, porque quieren informar sus opiniones sobre mí con esta respuesta de una palabra que dice muy poco sobre quién soy realmente". Más tarde, en 2016, durante un pódcast, Hank expresó: "Estoy tan celoso de las personas religiosas, hombre. Simplemente saben qué hacer ".
Existencialismo y complejidad humana.
Los Greens a menudo han discutido el tema de la ansiedad existencial y una crisis existencial . John, en particular, ha incluido temas de existencialismo en sus novelas, en particular, The Fault in Our Stars . Los dos personajes principales de la novela, Hazel y Augustus, se unen sobre el existencialismo y la filosofía. Otro tema en las obras de Green, incluida The Fault in Our Stars, es la compleja imaginación de los demás. Green ha comentado sobre el personaje de Nerdfighter antes mencionado, Esther Earl, afirmando que ella "tenía un maravilloso regalo para imaginar a otros y para imaginarlos de manera muy compleja". Green incorporó este aspecto de la personalidad de Earl en la novela. Además, Green ha declarado, "mientras el mundo habla sobre la insularidad y el solipsismo de los jóvenes, están creando un mundo fascinante y complejo de compromiso profundo en línea, un mundo en el que no solo están viendo contenido sino que se están volviendo parte de él al ser comunidad miembros cuyos comentarios, fanfiction, obras de arte y pasión tienen profundos impactos en la cultura más amplia ".
Hank ha hablado sobre los sueños humanos de éxito. Sobre el tema, Hank ha declarado: "Hay problemas con las instituciones de los sueños, [pero] estoy a favor de ellos. Necesitamos algo que nos empuje a trabajar 16 horas al día a veces. Necesitamos algo que nos impulse a ser mejores, más extraños y diferentes, pero creo que si dejamos que eso nos conduzca, es un fracaso de la imaginación y perdemos oportunidades ". Hank agregaría: "Al final, no se trata de encontrar el éxito, se trata de construir la cantidad de cosas de las que eres capaz, porque entonces podrías hacer cosas más interesantes y necesitamos personas para hacer cosas interesantes en el mundo".
Política

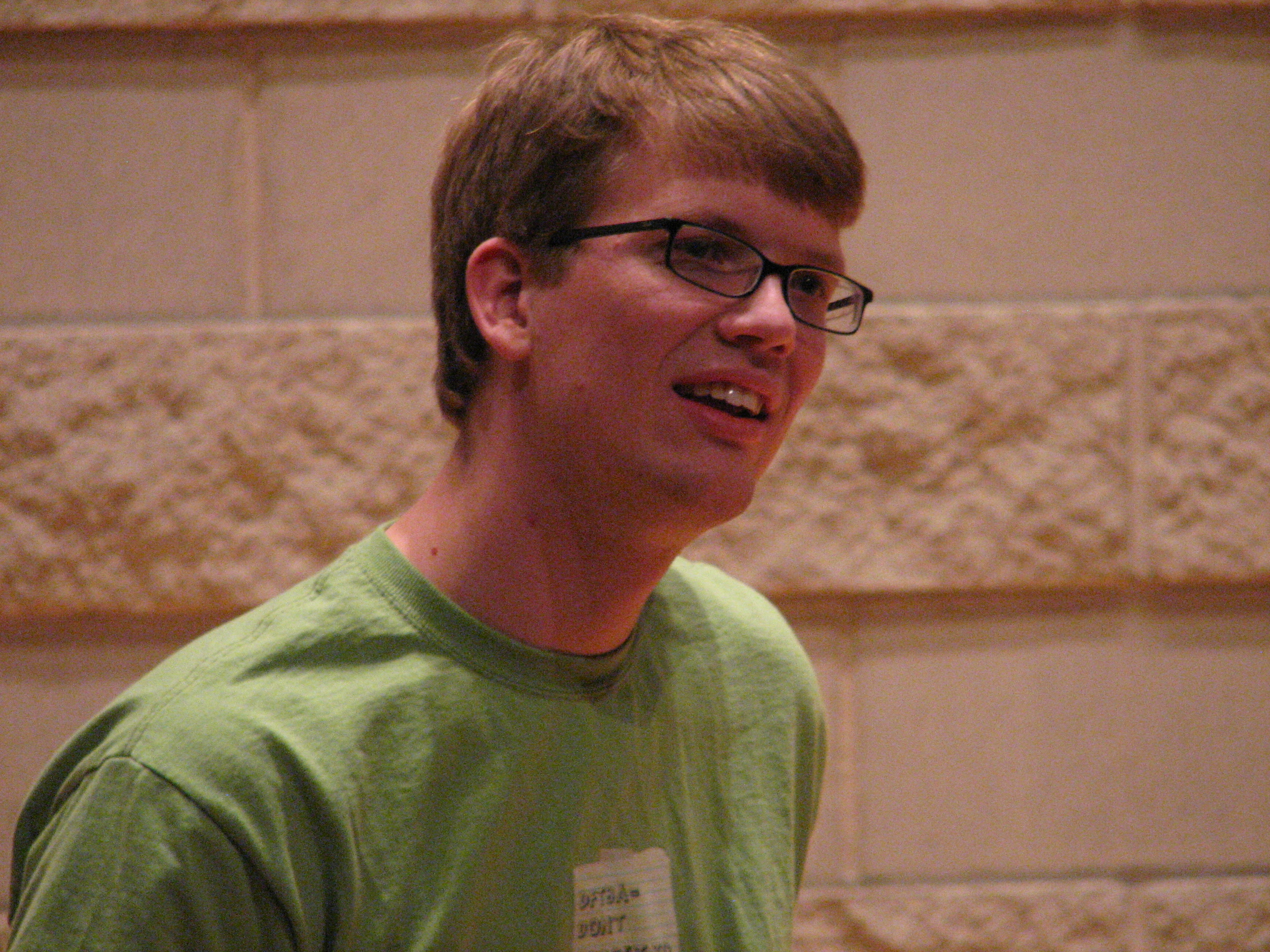
Hank Green en 2008

Tanto John como Hank a menudo han discutido temas políticos y gubernamentales en sus videos. Hank, en particular, es un firme defensor de los jóvenes estadounidenses que aprovechan su derecho al voto . John también ha abogado por esto, y ha escrito que durante años después de cumplir 18 años, no participó en la votación. Durante este período, John "encontró la política aburrida y divisiva", creyendo que la política y la votación eran una pérdida de tiempo. Green agrega a esto, afirmando: "Yo iba a ser escritor, y los grandes escritores (pensé) trascienden las pequeñas objeciones de sus momentos históricos. Los escritores se centran en las grandes preguntas; La política, pensé, se trata de las pequeñas preguntas ". Sin embargo, a medida que Green maduró durante su edad adulta, ha desarrollado la creencia de que "las grandes preguntas, sobre nuestro medio ambiente, nuestras responsabilidades mutuas, nuestros derechos como ciudadanos, son cuestiones políticas". En 2016, mientras hablaba en el podcast de SourceFed, Hank expresó que se había vuelto "menos liberal ".
John ha declarado que es un votante independiente que ha votado por los políticos republicanos y demócratas . Además, los Greens una vez crearon un canal de YouTube, registrado con el nombre de usuario, obamasidiots . Aunque, como dijo John, "el proyecto no fue a ninguna parte", el canal fue creado para recaudar fondos para la campaña presidencial de Barack Obama en 2008.
En 2015, Hank, junto con otras personalidades de los medios de comunicación en línea, GloZell y Bethany Mota, realizaron entrevistas personales con el presidente de los Estados Unidos, Barack Obama, después del discurso del Estado de la Unión de 2015 . Aunque el enfoque fue algo diferente de años anteriores, tener las tres entrevistas de conducta continuó los esfuerzos de la Casa Blanca para "hablar directamente con el pueblo estadounidense en línea". Algunas de las preguntas que Green y sus compañeros de personalidades en línea hicieron fueron recopiladas de los comentarios de las redes sociales. Jim Acosta, corresponsal principal de CNN en la Casa Blanca, criticó la decisión de que Obama sea entrevistado por personalidades de los medios. Acosta declaró: "Ninguno de ellos son periodistas profesionales. Son personas que publican videos en YouTube ", agregando sarcásticamente:" Tengo curiosidad: ¿' Charlie Bit My Finger ' o ' David After Dentist ' no estaban disponibles? " En respuesta a Acosta, Hank tuiteó : "Creo que a veces tenemos que pensar en cómo involucrar a las personas a las que no llegan los medios heredados en la conversación. Eso es todo ". Acosta respondió posteriormente: "¿No tiene sentido del humor @hankgreen? Totalmente de acuerdo. Buena suerte " John defendió a Hank a través de una publicación de Tumblr . Casualmente, John había participado previamente en un Hangout Fireside en Google+ con Obama, y el presidente incluso recitó la frase comúnmente utilizada por Nerdfighters para concluir una de sus respuestas a las preguntas de John.
Género y orientación sexual.
Hank y John Green son partidarios de los derechos LGBT . Argumentando contra aquellos que dicen que la homosexualidad no es natural, Hank Green afirma que "lo más natural del mundo es la complejidad, y se ha demostrado una y otra vez que el género y la orientación sexual no son líneas firmes". Hank agrega: "Para mí, solo hay un argumento importante para el matrimonio homosexual: que todas las personas en nuestro país deben ser consideradas iguales a los ojos de la ley". Después de recibir altas calificaciones en su vlog centrado en el matrimonio entre personas del mismo sexo, Hank declaró: "Es algo así como que siento que estamos haciendo del mundo un lugar mejor, y que resuena con cómo las personas se sienten acerca de las nuevas ideas culturales y realmente una parte de la evolución cultural hacia una mejor manera de entenderse entre sí y al mundo ".
En 2009, John publicó un video, expresando sus frustraciones con el uso de la palabra gay como insulto . La palabra se usaba para describir a John, a pesar de que, en ese momento, ya se sabía que estaba casado con una mujer. En el video, John declaró: "En última instancia, los homosexuales nunca funcionarán como un insulto, porque no está mal".
Cuando un usuario de Reddit le preguntó si se identificaba como feminista, John Green respondió con una anécdota de su infancia: "Sí, lo hago. Mi madre feminista, dura y rudo, nos dijo a mi hermano y a mí que éramos feministas desde que teníamos dos años, así que si alguna vez me escuchaba decir que no era feminista, volaría a mi casa y me golpearía. cabeza ".

## Impacto
Los proyectos de los hermanos Green han tenido diversos efectos en la comunidad de YouTube, la cultura nerd, la ficción de jóvenes adultos y otros campos. Uno de esos efectos es el de la base de admiradores de los hermanos Green, Nerdfighteria, que se ha utilizado para realizar acciones de caridad.  Sin embargo, además de la caridad, se han lanzado varios clubes Nerdfighter como una actividad extracurricular en universidades como la Universidad de Maryland y la Universidad de Auburn . Los Nerdfighters utilizan la naturaleza colaborativa de Nerdfighteria para programar reuniones fuera de línea, que en ocasiones incluyen a los propios Green. The New Yorker ha descrito a la comunidad como "sorprendentemente civil y constructiva para una subcultura de Internet". 
Los Greens también han influido en los videos en línea, lo que ha llevado a las personas a crear sus propios vlogs. Además, Hank ha declarado "Realmente creíamos en la importancia del video en línea como una forma cultural".
Otra influencia es la de las novelas de John, que son del género de ficción para adultos jóvenes . En 2013, AJ Jacobs de The New York Times revisó Winger by Andrew Smith. En la revisión, Jacobs acuñó el término GreenLit, una obra de teatro sobre el apellido de John, Green y la palabra literatura, para describir "historias realistas contadas por un narrador adolescente divertido y consciente de sí mismo", que incluyen "diálogos agudos, figuras de autoridad defectuosas, borracheras ocasionales, enamoramientos no correspondidos y uno o más giros desgarradores ". El Wall Street Journal también señaló "El golpe de John Green", un efecto que incluye "una propaganda o respaldo de Twitter del Sr. Green", que "puede rebotar en Internet y aumentar las ventas". El término ha sido criticado por el propio Green, ya que no está de acuerdo con el concepto de que él es el único responsable de lanzar la carrera de cualquier individuo o impulsar a un individuo al éxito.
No obstante, las novelas de Green han sido exitosas, lo que lo llevó a ser incluido en la lista "Las 100 personas más influyentes" de Time en 2014. Shailene Woodley, quien interpretó al personaje principal de The Fault in Our Stars, Hazel Grace Lancaster, en la adaptación cinematográfica de la novela, escribió el artículo en la lista de Time para Green, describiéndolo como un "adolescente susurrador".